# 트리 오브 라이프
《트리 오브 라이프》(The Tree of Life)는 테런스 맬릭이 감독과 각본을 쓰고 브래드 피트와 숀 펜, 제시카 채스테인이 출연한 2011년 미국의 실험적 드라마 영화이다.

## 줄거리

### 전제
이 영화는 1940년대에서 1960년대, 그리고 2010년의 오브라이언 가족 구성원들을 따라간다. 영화의 대부분은 1950년대에 진행되지만, 영화는 다른 이야기들 사이를 오간다. 오브라이언 가족은 전형적인 미국 중산층 교외 가족처럼 보인다. 오브라이언 씨는 에너지 회사에서 성공한 엔지니어이지만, 음악에 대한 사랑을 즐길 충분한 자유 시간을 가지고 있다. 오브라이언 부인은 이웃에 많은 친구가 있는 주부이다. 그들은 잭, R.L., 스티비라는 세 명의 건강한 아들을 두고 있다. 그러나 영화는 겉모습 뒤에 숨겨진 깊은 균열을 드러내며, 이는 잭에게 수십 년 동안 트라우마를 남긴다.

### 극장판
"내가 땅의 기초를 놓을 때 네가 어디 있었느냐? ... 아침 별들이 함께 노래하고 하나님의 모든 아들들이 기뻐 소리쳤을 때에?"
1960년대, 오브라이언 부부는 19세의 아들 R.L.이 사망했다는 소식을 듣고 비통해한다. 2010년, 잭은 이름 없는 도시에서 성공했지만 세상에 지친 건축가이다. 그는 겉으로는 공허한 삶을 살고 있으며, 여전히 R.L.의 죽음을 극복하지 못한 나이 든 아버지와 어려운 관계를 맺고 있다. 오브라이언 부인은 내레이션으로 하나님께 왜 R.L.이 죽어야 했는지 묻는다. 그리고는 일련의 꿈같은 이미지들이 우주의 탄생, 지구의 창조 그리고 생명의 시작을 묘사한다. 한 지점에서 한 공룡이 심하게 다친 다른 공룡을 살려준다. 마침내, 소행성이 지구에 충돌한다.
1940년대, 오브라이언 부부는 웨이코 교외에서 가정을 이룬다. 그들은 매우 다른 성격을 가지고 있다. 잭의 어머니는 그에게 인류가 "자연의 길"과 "은혜의 길"로 나뉜다고 가르친다—이는 상호보완론과 유사하지만 정확히 같지는 않은 견해이다. 잭은 어머니를 은혜의 화신으로 본다: 친절하고, 용서하며, 양육한다. 그녀는 아들들에게 세상을 경이로운 곳으로 보여준다. 잭은 아버지를 자연의 화신으로 본다: 성질이 급하고, 강인하며, 엄격하다. 그는 아들들에게 싸우고 사람들을 쉽게 믿지 말라고 가르친다.
잭이 성장하면서, 그는 부모님이 자신들의 삶에 좌절하고 있다는 것을 알게 된다. 오브라이언 씨는 그의 진정한 열정이 음악임에도 불구하고 자신의 직업이 만족스럽지 않다고 생각한다. 그는 여가 시간을 기발한 장치를 발명하는 데 보내며 자신의 사업을 시작하기를 희망한다. 발명품 중 하나는 유망해 보였지만, 오브라이언 씨가 특허 소송에서 패소한 후 아무것도 변하지 않는다. 오브라이언 부인은 그녀를 소리 지르고 아이들을 충분히 훈육하지 못했다고 비난하는 지배적인 남편의 손아귀 아래에서 살고 있다. 그는 자신의 훈육과 대조되는 그녀의 친절함이 아들들로 하여금 자신을 미워하게 만들었을까 봐 걱정한다.
십대 시절, 잭은 부모님의 삶의 철학에 의문을 품기 시작한다. 친구 테일러의 죽음은 하나님의 선하심에 대한 그의 믿음을 뒤흔든다. 그는 자신을 엄하게 훈육하지만, 음악에 대한 공통된 사랑 때문에 R.L.에게는 관대한 아버지에게 분개한다. 그는 아버지에게 맞서지 못하는 어머니를 비난한다. 오브라이언 씨가 출장을 가자, 가족의 어깨에서 짐이 덜어진다. 아이들은 어머니와 행복하게 놀지만, 아버지의 훈육이 없자 잭의 반항심이 드러난다. 또래의 압력에 못 이겨 잭은 기물 파손과 동물 학대를 저지르고, 짝사랑하는 여자의 집에서 잠옷을 훔친다.
오브라이언 씨의 공장이 문을 닫으면서 가족은 이사를 가야 한다. 마지막으로 집을 떠나기 전에 오브라이언 씨는 자기 성찰의 순간을 갖는다. 그는 잭에게 자신의 엄격함에 대해 용서해 달라고 요청하고, 그가 어머니를 닮았다고 말하며 잭을 화해시키려고 노력한다. 그러나 잭은 자신이 아버지를 더 닮았다고 주장한다.
2010년으로 돌아와, 잭은 황량한 지형을 걸어가는 어린 소녀와 함께 있는 자신의 어린 시절의 환상을 본다. 그는 나무 문틀을 통과하여 먼 미래의 광경을 보는데, 태양이 적색거성으로 팽창하여 지구를 삼키고 백색왜성으로 줄어드는 모습이다. 죽은 자들이 살아나 해변에 모이고, 잭은 그의 가족과 그의 기억 속에 있는 모든 사람들과 재회한다. 잭은 그의 형제들을 만나고 R.L.을 부모님께 데려다주며, 부모님은 그를 오랫동안 잃었던 아들처럼 포옹한다. 두 명의 흰옷을 입은 소녀와 함께 오브라이언 부인은 우아하게 "나는 그를 당신께 드립니다. 내 아들을 당신께 드립니다."라고 속삭인다.
잭의 환상이 끝나고 그는 만족스러운 미소를 지으며 사무실을 떠난다. 신비한 빛은 어둠 속에서 계속 깜박인다.

### 확장판
맬릭은 2018년 9월에 확장판을 공개했으며, 여기에는 원본 촬영에서 사용되지 않은 장면들이 포함되어 있다. 맬릭은 극장판이 공식 감독판이라고 주장하지만, 확장판은 오브라이언 씨의 캐릭터를 확장하고 오브라이언 부인의 자연과 은혜 사이의 이분법적 구분에 광범위하게 의문을 제기한다.
추가된 줄거리 요소는 다음과 같다:
- 현재 시점에서, 영화는 잭이 댈러스를 방황하면서 그의 삶의 세부 사항을 채워 넣는다. 그는 아내를 속이지만, 십대 아들을 돌보려고 노력한다.
- 오브라이언 부인은 한때 과학자가 되기를 열망했지만, 주부가 되기 위해 포기했다.
- 오브라이언 씨는 민간 생활에서 성공하지 못한 해군 참전 용사였던 자신의 아버지에 대한 기억에 시달린다. 아버지처럼 되는 것을 두려워하여, 그는 사업에서 크게 성공하기 위해 자신을 밀어붙인다.
- 오브라이언 씨는 아들들과 더 많은 시간을 보내며 자신처럼 음악을 사랑하도록 가르친다.
- 오브라이언 부인의 오빠 레이가 가족을 방문한다. 레이는 오브라이언 씨처럼 남성적인 태도를 가지고 있지만, "자연의 길"이라는 패러다임에 맞지 않으며, 오브라이언 씨가 조카들을 학대하는 것을 가혹하게 비난한다. 오브라이언 씨는 아들들이 레이를 너무 좋아하는 것을 질투하고, 레이의 실패한 경력을 비난한다.
- 잭은 친구 집에 방문하여 오브라이언 가족만이 웨이코에서 가정의 긴장을 겪는 유일한 가족이 아님을 알게 된다.
- 잭의 증가하는 반항심은 그를 부주의한 학생으로 만든다. 잭의 학업이 저하되자, 오브라이언 씨는 아버지로서 자신의 부족함을 깨닫는다. 더 나은 환경에서 잭에게 또 다른 기회를 주기 위해, 그는 잭을 기숙학교에 보낸다. 마지막 장면 중 하나는 잭이 맬릭의 모교인 세인트 스티븐 성공회 학교 캠퍼스를 오스틴에서 탐험하는 모습을 보여준다.[12]

## 출연

### 주연
- 브래드 피트
- 숀 펜
- 제시카 차스테인

### 조연
- 피오나 쇼우
- 펠 제임스
- 크리스탈 맨트콘
- 제니퍼 사이프스
- 리사 마리 뉴마이어
- 타마라 졸레인
- 잭슨 허스트
- 마이클 쇼워즈
- 크리스토퍼 라이언
- 윌 월리스
- 에린 앨리슨
- 킴벌리 웰렌
- 조디 무어
- 마가렛 호어드
- 마이클 E. 하비
- 니콜 돌트
- 제라도 데이빌라
- 폴 스미스
- 데비 터커
- 헌터 맥크랙큰
- 타이 쉐리던

## 기타
- Line PD: 수잔 커
- 미술: 잭 피스크
- 소품팀: 데이빗 크랭크
- 의상: 재클린 웨스트
- Ass-PD: 이반 베스
- Ass-PD: 샌드히야 샤더낸드
- Ass-PD: 니콜라스 곤다
- 배역: 프랜신 마이슬러